# Junii Turci

Steagul Junilor Turci

Junii Turci (în turcă Jön Türkler) a fost o coaliție a unor grupuri cu diferite orientări, dar care erau cu toate în favoarea reformei administrației Imperiului Otoman. Mișcarea era împotriva monarhiei absolutiste a Sultanatului Otoman și militau pentru repunerea în drepturi a Constituției Kanûn-ı Esâsî. Ei sunt cei care au bazele celei de-a doua perioade constituționale în 1908 prin ceea ce a devenit cunoscut ca „Revoluția Junilor Turci”. 
Termenul „Junii Turci” definește pe acei membri ai societății otomane cu vederi progresiste, moderniste și care se opuneau status quo-ului vremii. Mișcarea a clădit o tradiție durabilă a disidenței care a modelat viața intelectuală, politică și artistică a perioadei otomane târzii, care a coincis în general cu perioada declinului și destrămarea imperiului. Numeroși Juni Turci au fost activi nu doar pe arena politică, dar și în alte domenii precum artele, administrația sau știința. 
În societatea turcă modernă, Junii Turci sunt considerat ca fiind grupul care a inițiat procesul de liberalizarea care a dus la apariția Turciei moderne. Deși anumite comunități moderne turce consideră că Junii Turci au fost de fapt niște infractori, care au inițiat prima lovitură de stat din istoria Turciei, majoritatea populației consideră că acțiunile lor au avut un caracter progresist, chiar și după standardele zilelor noastre. 
Prin generalizare, „Junii Turci” sunt numiți orice grup din rândul unei organizații care au vederi progresiste și care caută să câștige puterea

## Cei mai cunoscuți Juni Turci
Printre cei mai cunoscuți lideri politici și ideologi se numără: 
- Pamfletiști și activiști
  - Yusuf Akçura (1876–1935), jurnalist tătar cu o ideologie seculară și naționalistă, luptător împotriva otomanismului și pentru separarea statului și religiei.
  - Ayetullah Bey.
  - Osman Hamdi Bey (1842–1910), pictor și patron al primei scoli de artă din Istanbul (1883).
  - Emanuel Karasu Efendi, avocat și membru proeminent al comunității evreiești sefarde
  - Mehmet Cavit Bey (1875–1926), ministru otoman al finanțelor, un dönmet din Salonic, individ care provenea dintr-o familie de origine evreiască, convertită la islam încă din secolul al XVII-lea. A fost executat pentru trădare în 1926.
  - Abdullah Cevdet, un propovăduitor al materialismului biologic, care în ultima parte a vieții sale a fost un sprijinitor al credinței Bahá'í.
  - Marcel Samuel Raphael Cohen, cunoscut și ca Tekin Alp, (1883–1961), născut într-o familie evreiască din Salonic, unul dintre teoreticienii panturcismului.
  - Agah Efendi (1832–1885), fondator al primului ziar de limbă turcă și cel care a inițiat folosirea mărcior poștale în Imperiul Otoman.
  - Ziya Gökalp (1875–1924), naționalist turc din Diyarbakir, publicist și pionier al sociologiei, influențat de cultura occidentală.
  - Talaat Pașa, mare vizir în timpul Primului Război Mondial.
  - Ahmed Riza (1859–1930), ministru al agriculturii și al învățământului în Imperiul Otoman.
  - Gemal Pașa (1872–1922), comandant militar, ministru al afacerilor publice și ministru al flotei navale.

- Ofițeri
  - Enver Pașa

## Istoric

### 1889–1906
Junii Turci își au originile în grupurile de studenți autoproclamate ca „progresiste”. Ei au iniția activități clandestine și disidență politică după anularea constituției de către sultan. Inspirați din activitatea revoluționarilor italieni Carbonari, ei au format celule clandestine, interconecate. 

#### Congresul opoziției otomane

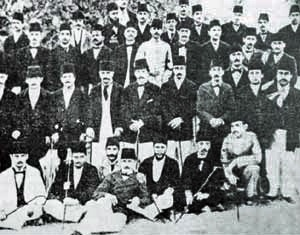
Primul congres al opoziției otomane, Paris, 1902

Opozanții regimului absolutist otoman au participat la primul lor congres pe 4 februarie 1902, în casa lui Germain Antoin Lefevre-Pontalis din Paris. La întâlnire secretă, care avea aprobarea tacită a guvernului francez, au participat 47 de delegați. Armeni iau cerut ca ședințele să se țină în limba franceză, propunere respinsă de restul delegaților. 
Al doilea congres al opoziției otomane a avut loc tot la Paris, în 1907. Scopul acestui congres era unirea tuturor forțelor progresiste, inclusiv al Comitetului Unității și Progresului, pentru declanșarea revoluției. Naționalismul unor părți și alte probleme rămase nerezolvate în cadrul imperiului au făcut imposibilă visata unitate. 

### 1906–1908
Junii Turci au devenit o mișcare organizată în adevăratul înțeles al cuvântului odată cu luarea lor sub umbrela Congresului Unității și Progresului (CUP). Junii Turci au recrutat indivizi idealiști, gată să se sacrifice pentru trecerea de la abolutism la la regimul monarhiei constituționale. În 1906 a fost fondată Societatea Otomană a Libertății de către Mehmed Talaat în Salonic. Această societate a recrutat membri din cadrul Armatei a III-a, printre aceștia aflându-se Mehmed Talaat. În septembrie 1907, Societatea Otomană a Libertății a anunțat că urma să coopereze cu alte organizații similare sub umbrele CUP. În realitate, conducerea SOL a exercitat un control important asupra CUP. 

#### Revoluția Junilor Turci
Vedeți și: Revoluția Junilor Turci
În 1908, Imperiul Otoman a fost pus în fața unei noi crize, „Chestiunea Macedoneană”. Țarul Nicolae al II-lea și împăratul austriac Franz Joseph, care aveau interese puternice în Balcani, au declanșat începând cu 1897 acțiuni care au reprezentat ultima fază a procesului de balcanizare. Prin 1903 au fost discuții cu privire la strabilirea unui control administrativ al unor comisii mixte ruso-austriece în Macedonia. Otomanii au fost obligați să accepte fără entuziasm această idee, a cărei aplicare au reușit să o amâne pentru o vreme. Jocurile de culise au trebuit însă să înceteze însă în primăvara anului 1908, când conducerea CUP, bazându-se pe marea forță a organizațiilor sale, au reușit să-l oblige pe sultan să accepte repunerea în drepturi a constituției. Armata a III-a din Macedonai a mărșăluit asupra palatului sultanului pe 12 iunie și, pe 24 iunie, constituția a fost reinstaurată. 

### Perioada constituțională
Vedeți și: A doua perioadă constituțională în Imperiul Otoman

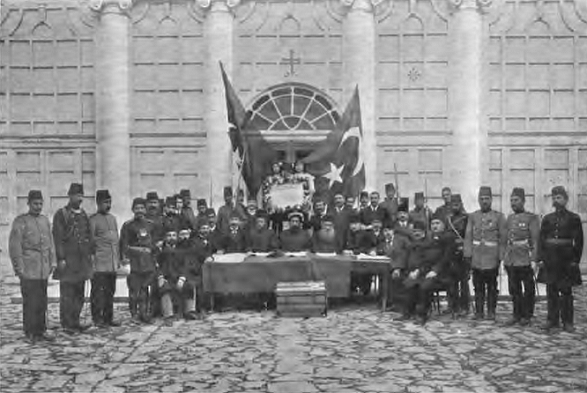
Proclamația celei de-a doua perioade constituționale – liderii musulmani, armeni și greci împreună

După ce  Comitetul Unității și Progresului (CUP) a ieșit câștigător la alegeri, unitatea Revoluției Junilor Turci a fost înlocuită de fragmentarea politică care caracteriza realitatea Imperiului Otoman. Detaliile evenimentelor politice din această perioadă sunt descrise de A doua perioadă constituțională în Imperiul Otoman, iar cele militare în Destrămarea Imperiului Otoman.

#### Perioada 1914–1917
Pe 2 noiembrie 1914, Imperiul Otoman s-a alăturat Puterilor Centrale în timpul Primului Război Mondial. Otomanii au fost implicați în luptele de pe teatrul de luptă din Orientul Apropiat al Primului Război Mondial. Combatanții de pe acest front de luptă au fost pe de-o parte Imperiul Otoman, ajutat de într-o oarecare măsură de Puterile Centrale, și Aliații din Primul Război Mondial, în principal britanicii și rușii, pe de altă parte. Conflictele din Caucaz, Persia sau de la  Gallipoli au afectat în mare măsură populația armenească. Mai înainte de declararea războiului, guvernul otoman a cerut armenilor otomani să îndemne armenii aflați sub stăpânirea rușilor să faciliteze cucerirea Caucazului prin rebeliuni împotriva armatei țariste. 
Jakob Künzler, șeful unui spital misionar din Urfa, a adus dovezi cu privire la purificarea etnică a armenilor și kurzilor înfăptuită de Junii Turci în timpul Primului Război Mondial . El a prezentat dovezi detaliate cu privire la numărul kurzilor deportați din Erzurum și Bitlis din iarna anului 1916. Kurzii erau considerați de către autoritățile otomane elemente subversive, care ar fi luat partea rușilor în caz de război. Pentru eliminarea unei asemenea amenințări, Junii Turci s-au implicat în acțiuni ample de deportare a kurzilor din regiunile Djabachdjur, Palu, Musch, Erzurum șj Bitlis. Aproximativ 300.000 de kurzi au fost forțați să se mute spre sud-vest la Urfa și spre vest la Aintab și Marasch. În vara anului 1917, kurzii au fost mutați în regiunea Konya din centrul Anatoliei. Prin asemenea măsuri, Junii Turci au dorit să elimine marile comunități kurde și dispersarea lor în regiuni îndepărtate. Spre sfârșitul războiului mondial, aproximativ 700.000 de kurzi au fost deportați, iar aproape jumătate dintre ei au pierit în acest timp
Cam în același timp, Junii Otomani și-au schimbat poziția față de armeni. Dacă a existat o perioadă în care turcii i-au considerat pe armeni drept aliați, Junii Turci s-au implicat în acțiuni care aveau să fie cunoscute sub numele de Genocidul Armean. Dacă Masacrul din Adana din 1909 a fost privit ca un fenomen izolat, creșterea naționalismului în timpul Primului Război Mondial a făcut ca Junii Turci să fie profund implicați în acțiunile antiarmenești. În 2005, International Association of Genocide Scholars afirma că cercetătorii pot demonstra cu dovezi puternic că „Guvernul Junilor Turci al Imperiului Otoman a început un genocid sistematic al cetățenilor săi armeni – o minoritate creștină neînarmată. Mai mult de un milion de armeni au fost exterminați prin ucidere directă, înfometare, tortură și marșuri forțate ale morții”. IAGS a condamnat de asemenea și încercările Turciei de negare a realității faptice și morale a Genocidului Armean. 

## Ideologie

### Liberalismul
Publicul european ca și numeroși oameni de știință consideră că Junii Turci aparțin curentului liberal. Junii Turci au adoptat într-adevăr idei liberale și, sub influența teoriilor lui Gustave Le Bon, au etichetat parlamentul ca fiind un corp dăunător. 

### Materialism și pozitivism
Vedeți și: Ahmed Riza, Namık Kemal, Ziya Gökalp, și Yusuf Akçura
Un alt principiu călăuzitor al Junilor Turci a fost transformarea societății otomane într-una în care religia să nu mai joace un rol important. Prin structura ultraseculară și materialistă, știința era menită să înlocuiască religia. Junii Turci au fost obligați foarte repede să recunoască dificultatea diseminării unei asemenea atitudini și au început să sugereze că Islamul este în esență materialist. O asemenea încercare a intelectualilor musulmani, la fel cu încercările de mai târziu de conciliere a islamului cu socialismul, s-a dovedit o întreprindere foarte dificilă. Deși o serie de foști membri ai CUP au continuat eforturile în această direcție după revoluția din 1908, ei au fost acuzați dur de liderii religioși (Ulama) că încearcă să „schimbe islamul într-o altă formă și să creeze o nouă religie pe care să o numească tot islam”
Pozitivismul, care pretindea că este religia științei, i-a impresionat profund pe Junii Turci, care considerau că un asemenea curent filozofic putea fi mai ușor conciliat cu islamul. Numele Comitetului Unității și Progresului pare a fi inspirat de mottoul pozitivistului Auguste Comte Ordine și Ptogres

### Guvernul centralizat
În perioada târzie a Imperiului Otoman, oficialii statului erau cu toții intelectuali, iar Junii Turci se aflau în cea mai mare parte pe ștatele de plate guvernamentale. Participarea lor la guvernare i-au făcut să aprecieze tot mai mult statul otoman. Poate din acest motiv ei au fost în general imuni la influențele politice ale marxismului sau anarhismului. 
Un rezultat important al Revoluției Junior Turci din 1908 a fost crearea graduală a unei noi elite guvernamentale, care și-a consolidat controlul asupra administrației civile și militare otomane până în 1913. 
Junii Turci s-au considerat tot timpul salvatorii imperiului și din acest motiv au privit toate problemele din punctul de vedere al statului, fără să ia în considerație voința cetățenilor. Din acest motiv, Junii Turci au fost mai înclinați spre teoriile autoritariste. Junii Turci s-au simțit de aceea atrași de teorii precum pozitivismul, darwinismul social și elitismul lui Gustave Le Bon și au apărat reformele făcute de sus în jos, opunându-se ideii egalității cetățenilor.

### Naționalismul
În ceea ce privește naționalismul, Junii Turci au trecut printr-o serie de transformări graduale. Începând cu perioada Tanzimatului, când cetățenii neturci erau bine primiți în rândul organizației, Junii Turci au îmbrățișat ideologia oficială a statului, Otomanismul. Cu toate acestea, patriotismul otoman nu a reușit să prindă rădăcini în timpul primei perioade constituționale și a anilor care au urmat. Numeroși intelectuali otomani neturci au respins ideile otomane din cauza folosirii exclusive a simbolurilor turcice. Naționaliștii turci au cucerit treptat pozițiile dominante în politică și, după congresul din 1902, au dezvoltat o preocupare specială pentru naționalism. Aceasta a fost perioada în care Ahmed Riza a ales să înlocuiască termenul „otoman” cu cel de „turc”. După anul 1905 și victoria Japoniei în Războiul ruso-japonez, Junii Turci și-au bazat ideile naționaliste pe bazele pseoudoștiințifice ale teoriilor rasiste. 

## Influențele asupra Republicii Turcia
Dacă mișcarea Junilor Turci a creat o anumită dezordine și dizidență în scopul schimbării vieții politice și intelectuale din perioada otomană târzie, ea a reprezentat bazele revoluției lui Atatürk, care a transformat Turcia într-un stat foarte modern și progresist, după standardele timpului (de exemplu dreptul la vot al femeilor). Cei mai mulți lideri ai Junilor Turci au crezut că guvernul central este instrumentul prin care se pot duce la bun sfârșit schimbările sociale și politice, nu masele needucate, aflate încă în perioada de dezvoltare preindustrială sau chiar feudală. 
Cu excepția concentrării pe naționalism, ideologia oficială a tânărului stat turc a fost modelată de către Junii Turci. Junii Turci care au trăit suficient de mult să fie martori ai nașterii Republicii Turcia au reușit să vadă numeroase idealuri de tinerețe care au ajuns realitate. Regimul republican turc a fost bazat pe o ideologie materialist-pozitivistă populară. 